# Џорџ Форман
Џорџ Едвард Форман (енгл. George Edward Foreman; Маршал, 10. јануар 1949 — Хјустон, 21. март 2025) био је амерички професионални боксер. Такође, бивши је двоструки шампион света у тешкој категорији и освајач златне олимпијске медаље у Мексику. После напуштања школе у узрасту од петнаест година, почиње да се бави боксом у Калифорнији. Форман је 1973. освојио титулу у тешкој категорији победивши до тада непораженог Џоа Фрејзера у Кингстону, Јамајка. Успео је у два наврата да одбрани титуле пре него што је изгубио од Мухамеда Алија 1974. године у Киншаси (меч Али-Форман је познат под именом енгл. Rumble in the jungle). Повукао се након пораза од Џимија Јанга 1977. године. Десет година касније, Форман је најавио повратак. У новембру 1994, у доби од 45 година, вратио је титулу у тешкој категорији тако што је нокаутирао Мајкла Мурера. Постаје најстарији шампион у тешкој категорији у историји. Дефинитивно се повукао 1997. у доби од 48 година, са 76 победа (укључујући 68 нокаутом) и 5 пораза.
Форман је примљен у Међународну боксерску кућу славних. Оцењен је као осми најбољи боксер у тешкој категорији свих времена. Према часопису  The Ring 2002. је проглашен за једног од 25 највећих бораца у последњих 80 година.